# Miroslav Pospíšil
Miroslav Pospíšil   (Praga, 27 de setembre de 1890 - 1964) és un exfutbolista txec de la dècada de 1920.
Fou cinc cops internacional amb la selecció txecoslovaca amb la qual participà en els Jocs Olímpics d'Estiu de 1920.
Pel que fa a clubs, defensà els colors d'AC Sparta Praga.